# 线叶蓟
线叶蓟（学名：Cirsium lineare）是菊科蓟属的植物。分布于日本以及中国大陆的福建、浙江、四川、江西、安徽等地，生长于海拔900米至1,700米的地区，多生长于山坡及路旁，目前尚未由人工引种栽培。

## 异名
- Cirsium lineare (Thunb.) Sch.-Bip. var. latifolium H. C. Fu
- Cirsium lineare (Thunb.) Sch.-Bip. var. rigidum Petrak